# 2125 Karl-Ontjes
2125 Karl-Ontjes là một tiểu hành tinh vành đai chính với chu kỳ quỹ đạo là 1700.2821099 ngày (4.66 năm).
Nó được phát hiện ngày 24 tháng 9 năm 1960.